# Mezquita Al-Hakim
La Mezquita Al-Hákim, también conocida como Al-Jam‘e al-Anwar (en árabe: الجامع الانور‎, Mezquita Anwar, literalmente: Mezquita Iluminada) es una importante mezquita situada en El Cairo, Egipto. Se llama así en honor al imán Al-Hákim bi-Amr Allah (985-1021), el sexto califa fatimí, decimosexto imán fatimí/ismailí y el primero nacido en Egipto.
La mezquita fue construida como un recinto por el visir fatimí Ŷawhar al-Siqilli (c. 928–992), pero se incorporó a las fortificaciones construidas por Badr al-Jamali. Consiste en un rectángulo irregular con cuatro soportales que rodean el patio. Un elemento inusual es la entrada monumental con su pórtico de piedra. Está situada en "El Cairo Histórico", en el lado este de calle Al-Muizz, justo al sur de Bab al-Futuh (la puerta norte).

## Minaretes
El elemento más espectacular de la mezquita son los minaretes a cada lado de la fachada, que recuerdan a los propíleos de un templo faraónico.
Originalmente los dos minaretes se erigían independientes de las paredes de ladrillo en las esquinas. Son los minaretes más antiguos de la ciudad y han sido restaurados varias veces durante su historia. Los grandes salientes se añadieron en 1010 para reforzar su estructura, y el minarete del norte se incorporó a la muralla. En el interior, estas extrañas estructuras están huecas, porque fueron construidos alrededor de los minaretes originales, que están conectados con soportes y todavía pueden verse desde el minarete.

## Época post-fatimí
En diferentes épocas, la mezquita fue usada como prisión para los cruzados latinos durante las Cruzadas, un establo por Saladino, una fortaleza por Napoleón, y una escuela. Como resultado de esto, la mezquita había caído en desuso.
En el año 1980 (1401 AH), la mezquita fue renovada intensamente con mármol blanco y adornos dorados por Syedna Mohámmed Burhanuddín, el jefe de los Bohras Da'udíes, una secta ismailí internacional con sede en la India. 
A pesar de las renovaciones, todavía pueden verse restos de la decoración original: tallas de estuco, viguetas de madera e inscripciones del Corán.

## En la actualidad
En la actualidad la mezquita es un lugar de culto. Sus únicos minaretes atraen turistas locales y extranjeros. La Mezquita Al-Hákim es un lugar donde los egipcios dan comida a las palomas y disfrutan la calma y tranquilidad de la mezquita.

## Galería de imágenes

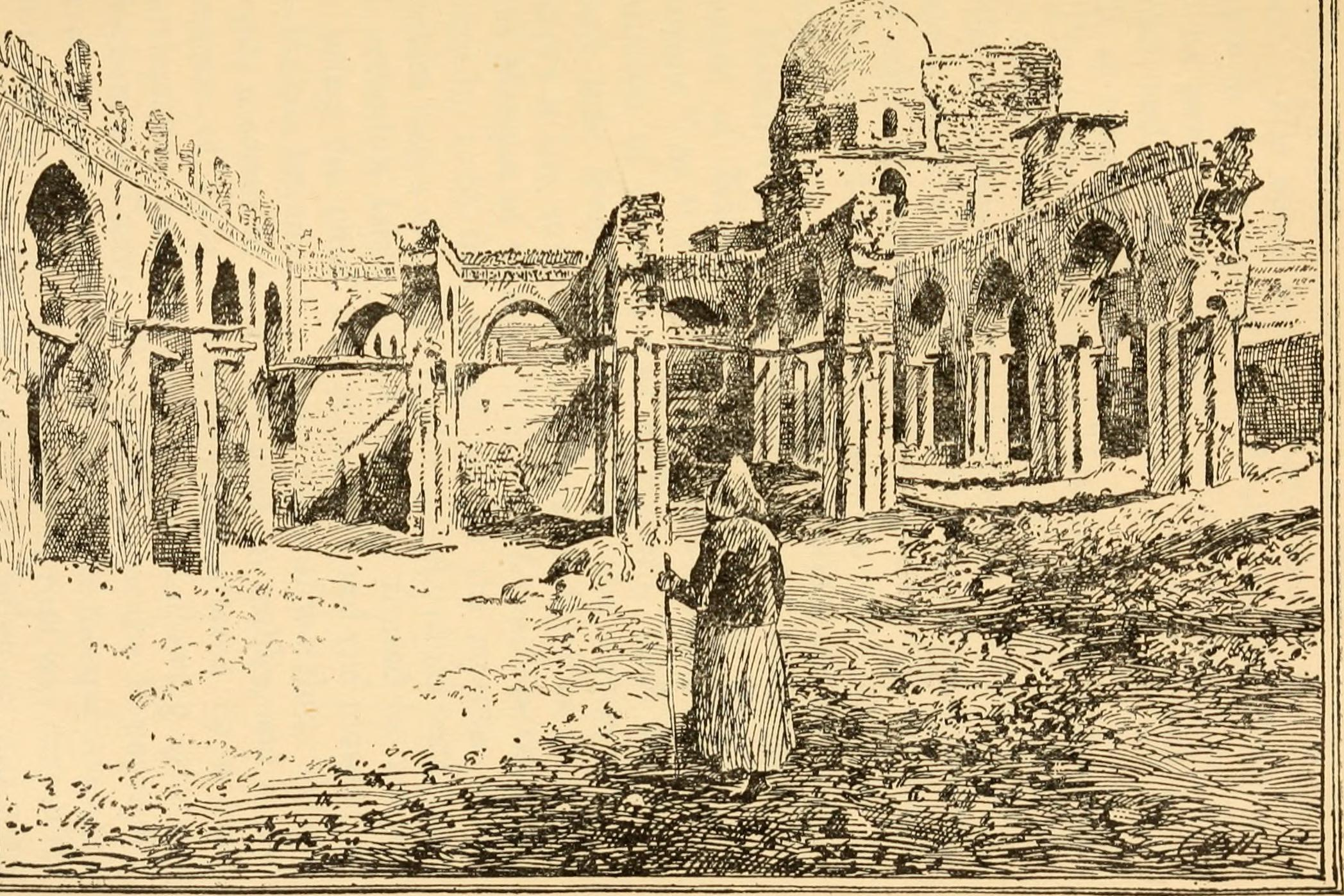
Estado ruinoso en 1900
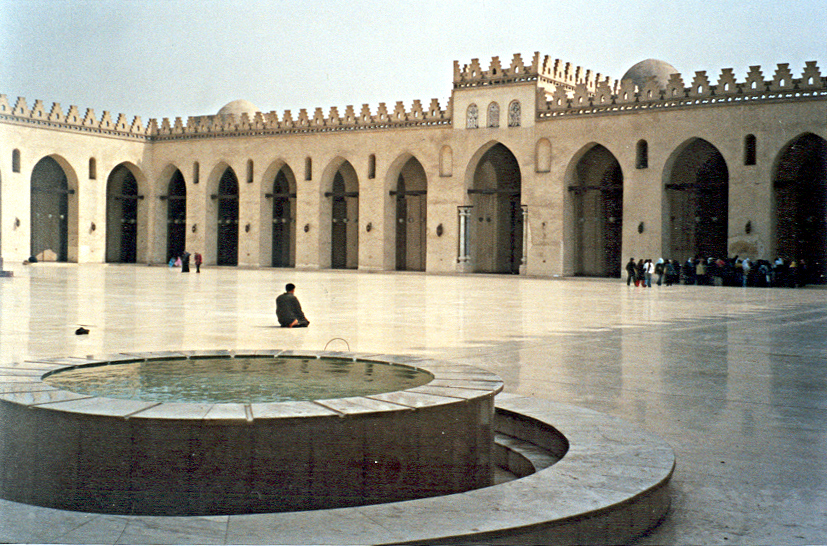
Estado actual del patio
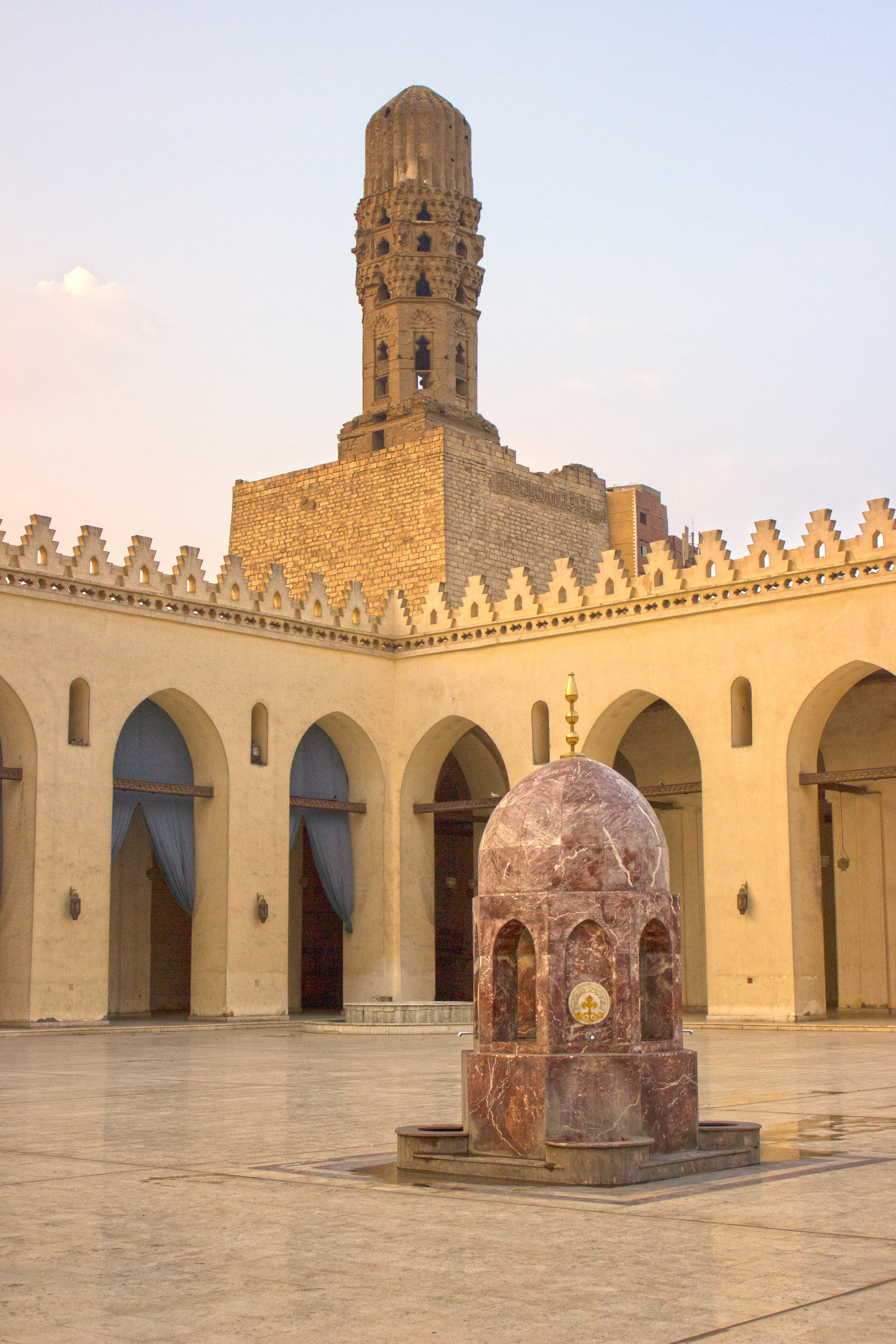
Minarete y fuente
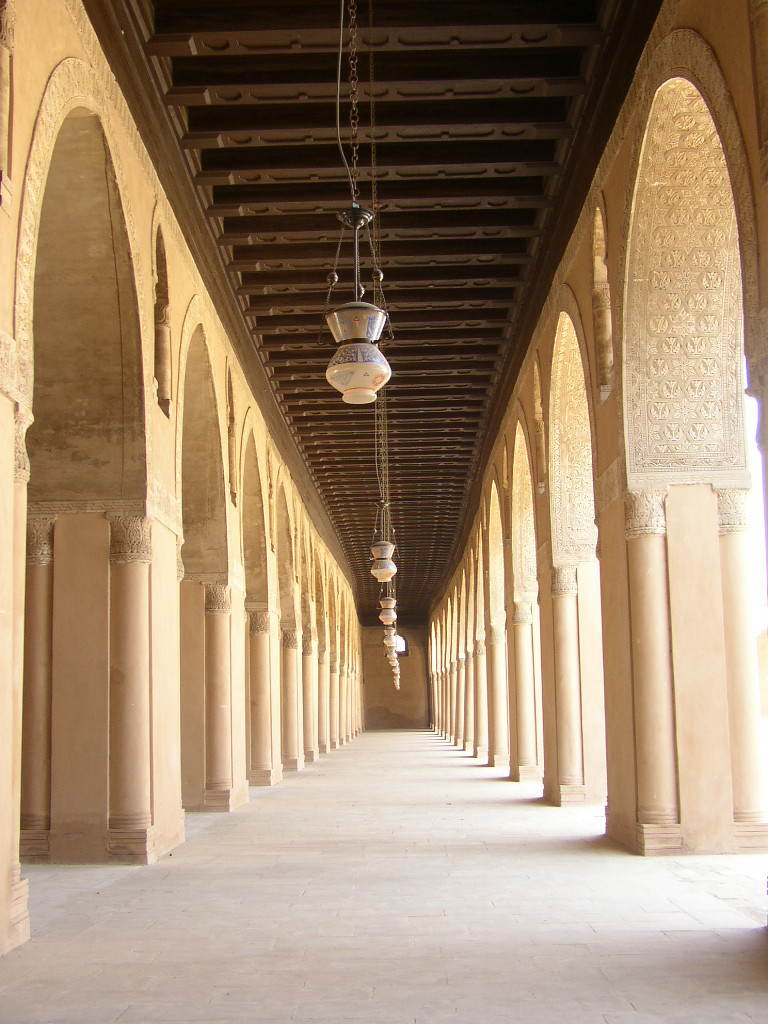
Galería porticada
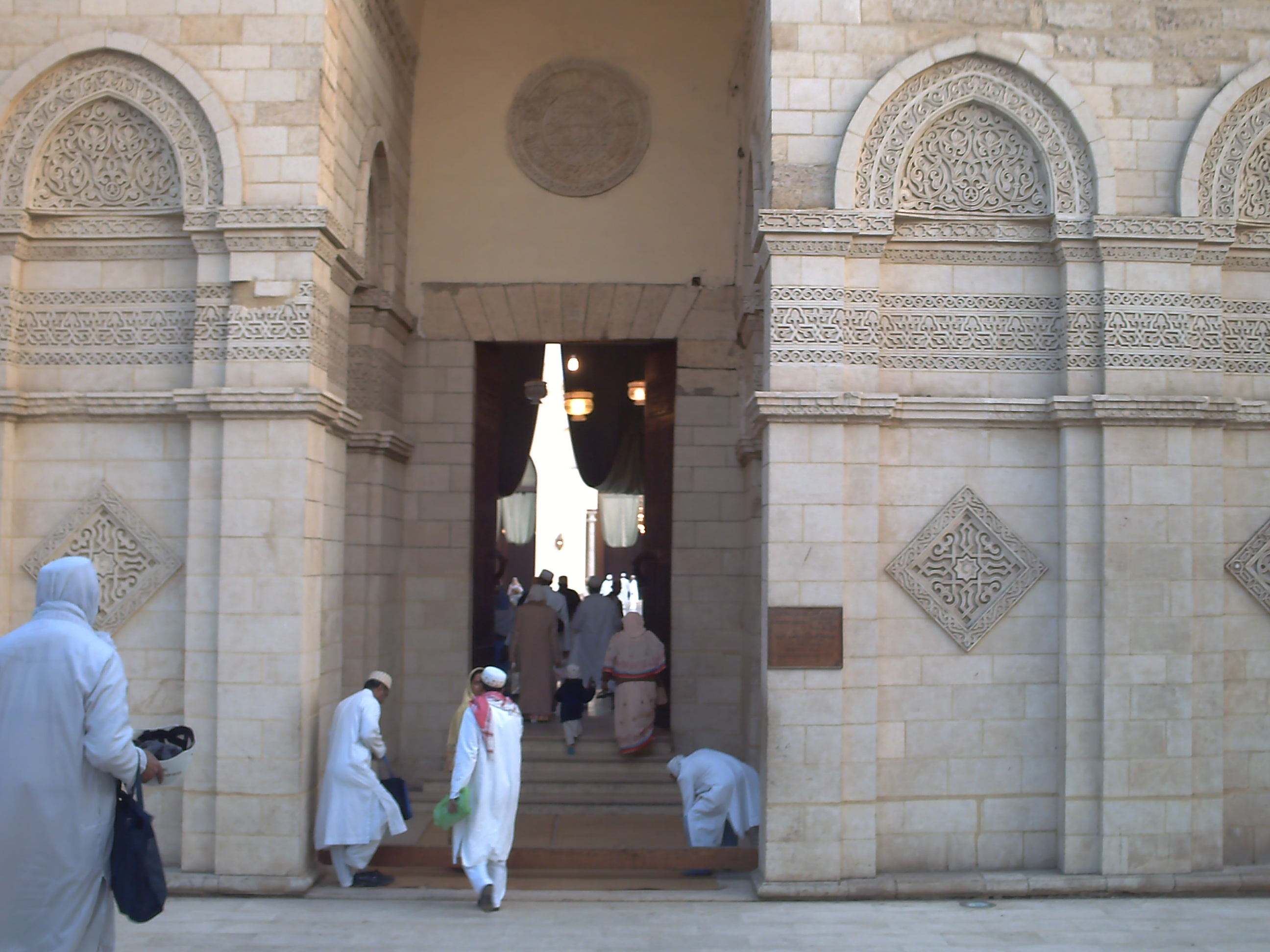
Entrada de la mezquita
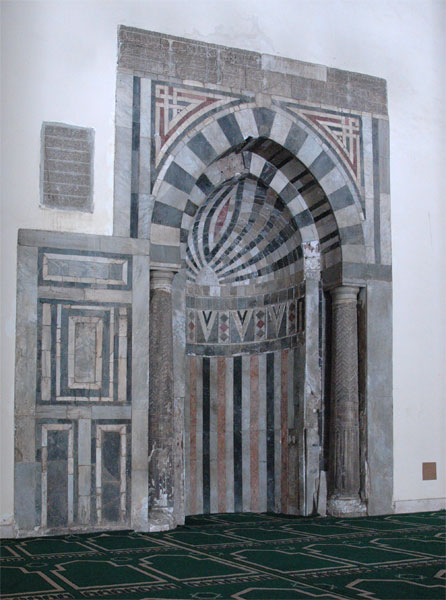
Mihrab